# Combate de Campichuelo
La acción de Campichuelo fue una escaramuza que tuvo lugar el 19 de diciembre de 1810 cuando la expedición militar enviada por la Primera Junta de gobierno de las Provincias Unidas del Río de la Plata al Paraguay cruzó el río Paraná desde Candelaria hacia el puesto de observación paraguayo ubicado en Campichuelo de la Candelaria, lugar donde el río se angosta y que está situado a 16 km al sureste de la actual ciudad de Encarnación, en el Paraguay. 
En la acción participaron un oficial y 13 soldados paraguayos contra 3 oficiales y 7 soldados del ejército de Manuel Belgrano. Finalizó con la retirada de la patrulla paraguaya. No hubo bajas, heridos ni prisioneros en ninguna de las dos partes.

## Antecedentes
Poco después de la Revolución de Mayo en Buenos Aires, capital hasta entonces del Virreinato del Río de la Plata, alrededor de la mitad del territorio aceptó al gobierno surgido de la misma, la llamada Primera Junta. Entre los territorios que negaron su obediencia y mantuvieron a las autoridades nombradas con anterioridad estuvieron la ciudad y puerto de Montevideo, la ciudad de Córdoba, las provincias de lo que en el sur era llamado el Alto Perú, y la Intendencia del Paraguay. A todas ellas fueron enviadas campañas militares, para incorporarlas al territorio gobernado desde Buenos Aires. La expedición militar al Paraguay fue puesta al mando de Manuel Belgrano, vocal de la Junta, con instrucciones de "poner en completo arreglo" a la provincia; es decir, sustituir a las autoridades por hombres subordinados a ella y, si hubiera resistencia, fusilarlos, según consta en las "Instrucciones a don Manuel Belgrano para su observancia en la expedición al Paraguay". Estas Instrucciones fueron reforzadas más tarde con el oficio de fecha 29 de noviembre de 1810 que decía:

Todo europeo que se encuentre con armas en los ejércitos del Paraguay y Montevideo, levantados contra nuestra causa deberá ser arcabuceado bien se tome en función de guerra o de cualquier otro modo [...] Vuestra excelencia [Belgrano] ejecutará puntualmente esta providencia debiendo estar entendido que la Junta no deja lugar a la compasión o sensibilidad, sino que lo constituye en ciego ejecutor de esta medida de cuyo puntual cumplimiento le pedirá la Patria estrecha cuenta.
 Oficio de la Junta a Belgrano en (Instituto Central Belgraniano, 1982, p. 334, tomo III, vol. 1)

El 1 de diciembre de 1810, Belgrano llegó al río Paraná frente a la isla Apipé. En los días sucesivos, mientras buscaba los medios para cruzar el río, envió oficios al gobernador Velasco, al cabildo y al obispo de Asunción. Solicitaba la reversión de todo lo actuado y que la provincia del Paraguay se «ponga a mi disposición, a fin de que se realice cuanto [la junta de Buenos Aires] previno en sus providencias primeras, eligiendo el diputado que haya de asistir al congreso. Traigo la persuasión y la fuerza conmigo». Un cuarto oficio lo dirigió a Pablo Thompson, en Itapúa, anunciando que hasta no recibir contestación de Velasco no realizaría ningún acto de hostilidad contra sus fuerzas. El gobernador de la provincia del Paraguay, Bernardo de Velasco, comentó al respecto:

[...] sus primeros pasos fueron despachar dos oficiales cargados de proclamas, cartas e impresos llenos de ideas seductivas e invenciones ridículas; el oficial Warnes que pasó a la costa del norte del Paraná, por la parte de Ñeembucú, fue inmediatamente arrestado por don Fulgencio Yegros [...] y remitido a la capital de la Asunción [...] Este suceso no dejó duda al caudillo de los insurgentes [Belgrano] que sus tentativas eran ociosas [...].
 Gobernador Velasco a Gaspar Vigodet, Yaguarón, 28 de enero 1811 en (Molas, 1867, p. 205)

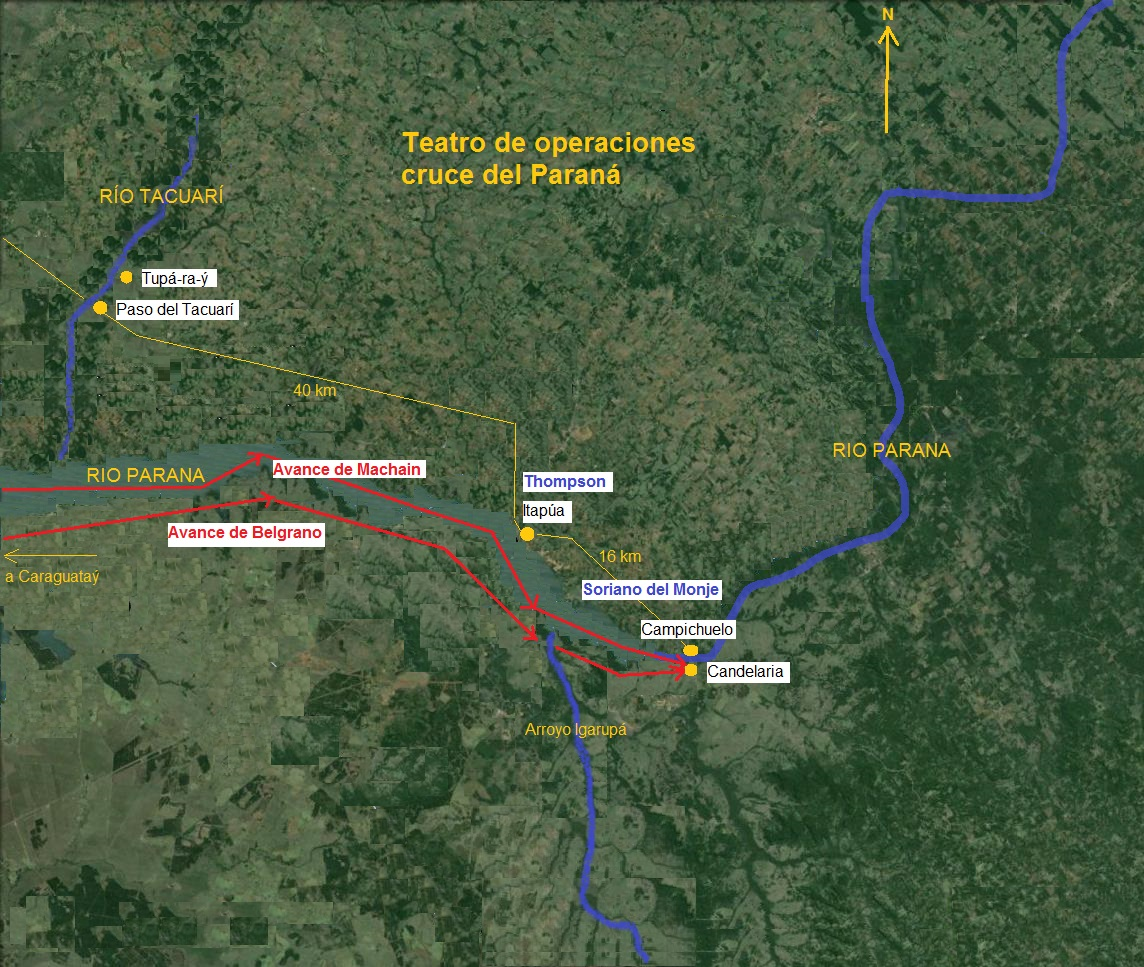
Teatro de operaciones diciembre de 1810. Cruce del río Paraná. En rojo=Ejército Junta de Buenos Aires. En azul=patrullas provincia del Paraguay

Partiendo desde Caraguatá (o Caraguataý) cerca de la actual Ituzaingó, provincia de Corrientes en la costa del río Paraná, Belgrano llegó a Candelaria el 15 de diciembre de 1810. Parte de sus fuerzas, con la artillería y carretas, lo hizo por tierra y parte subiendo por el río. En este lugar se prepararon balsas para cruzar el Paraná, una de ellas llevaba un cañón de a 4 (81,1 mm) con capacidad de hacer fuego para apoyar el desembarco y las otras podían transportar hasta 60 hombres cada una.
El puesto de observación paraguayo de Campichuelo estaba custodiado por 13 soldados al mando del subteniente Domingo Soriano del Monje que dependía de Pablo Thompson ubicado en Itapúa con 40 hombres. Soriano había venido siguiendo la marcha de aproximación de Belgrano antes que este llegara al río Paraná enviando desde Yabebyrý, frente a Caraguatá, partidas de observación al interior de Corrientes. Cuando Belgrano llegó a la costa del Paraná, Soriano continuó su tarea siguiéndolo paralelamente por la margen derecha del río hasta Campichuelo donde llegó al mismo tiempo que Belgrano a Candelaria. De todas formas, el desplazamiento enemigo no constituyó ninguna sorpresa para el gobernador Velasco pues el capitán Fulgencio Yegros ya le había informado que Belgrano se dirigía a Candelaria, información obtenida de un prisionero capturado en la incursión sorpresiva que realizó cruzando el río Paraná a la altura de Yahapé a 130 km al este de Corrientes.

## Cruce del río Paraná
En su oficio del 16 de diciembre al presidente de la Junta Cornelio Saavedra, Belgrano le manifestó que: 

Por lo que hace al paso que tengo a la vista, es verdad que es difícil y sería imposible [cruzarlo] con otros enemigos y con los pocos auxilios que tengo, pero espero vencerlos muy pronto si mis cálculos no salen errados; también es verdad que después me quedan otros obstáculos de tamaño [...] mas no por eso hemos de abatirnos: dinero y pólvora, y vamos adelante.
Belgrano a Saavedra en (Instituto Belgraniano Central, 1982, p. 354, tomo III, vol. 1)

Sabiendo que las fuerzas enemigas apostadas en la margen opuesta eran escasas, el 18 de diciembre, Belgrano realizó un ensayo de embarque a la vista del enemigo. Avisó que iba a cruzar el río y que iba a fusilar a todo aquel que hiciera fuego a "las armas de Fernando VII" o "armas españolas" como solía nombrar a su ejército. Por pedido del "baqueano del rey", Antonio Martínez, que lo acompañaba por orden de la junta de Buenos Aires, lo autorizó a que cruzara el río a las once de la noche acompañando a una pequeña patrulla. Esta capturó a dos soldados paraguayos e informó que por aquel punto podía hacerse el desembarco. A las tres y media de la madrugada del 19 de diciembre se dio inicio a la operación de cruce. 
Debido a la fuerte correntada en ese lugar y la ubicación del punto de desembarco que estaba directamente frente a Candelaria, desde donde se partía, se tuvo que navegar, primeramente río arriba pegado a la margen izquierda y luego volver en diagonal hacia las playas de arena de Campichuelo aprovechando el empuje de las aguas. Pese a los recaudos, las fuerzas invasoras llegaron a la costa opuesta muy desperdigadas, encontrando frondosos montes en las orillas, lo que provocó que muchos soldados se extraviaran y otros tuvieran dificultades para reunirse. En todo el cruce no hubo ninguna hostilidad enemiga, tanto en el río como en la zona de desembarco.

## Escaramuza de Campichuelo
Las fuentes primarias de este combate son el oficio que Belgrano envió a la junta de Buenos Aires el 19 de diciembre de 1810, que fue publicado en la Gazeta de Buenos-Ayres el 2 de enero de 1811 y sus Memorias escritas en 1814. 
- Oficio del 19 de diciembre de 1810

[...] avanzó el mayor general [Machain] con mis dos expresados edecanes, sus ayudantes y el subteniente de patricios don Gerónimo Elguera [Helguera] y 27 hombres de los cuales 6 granaderos, 17 patricios y 4 arribeños y logró ponerlos en fuga a los insurgentes [paraguayos] que sostenían el fuego con un cañón de a dos y dos pedreros, habiéndose portado en esta ocasión mis expresados edecanes don Ramón Espínola y don Manuel Artigas con la mayor gallardía, pues avanzaron a uno de los pedreros, y con el mismo hicieron fuego a los insurgentes [...].
Belgrano a la Junta en (Instituto Belgraniano Central, 1982, p. 359, tomo III, vol.1 )

- Memorias [1814]

En ellas Belgrano, tres años después, hizo algunas modificaciones en cuanto al número de atacantes:

No estaba aun la gente reunida y solo había unos pocos con el mayor general [Machain] y sus ayudantes, entonces el valiente Artigas se empeñaba en ir a atacar a los paraguayos; tuvo sus palabras con el mayor general y al fin llevado de su denuedo, seguido de Don Manuel Espínola el menor [...] de Elguera y de los siete hombres que habían ido en el bote de cuero y canoa paraguaya, avanzó hasta sobre los cañones de los paraguayos, que después de haber hecho siete tiros, sin causarnos el más leve daño, corrieron vergonzosamente [...] también fui engañado en el parte con referencia al mayor general [Machain] y sus ayudantes, como el resto de oficiales que nada hicieron, los unos porque se quedaron dentro del bosque y los otros porque se extraviaron [...] Por lo que hace a la acción, toda la gloria corresponde a los oficiales ya nombrados [Artigas, Espínola y Elguera] y siento no tener los nombres de los siete soldados para apuntarlos.
Belgrano, Memorias en (Paz, 1855, p. 344-345)

En la acciòn que terminó con la captura del puesto de observación, armas y una bandera, participaron 7 soldados y 3 oficiales. No se produjo ninguna baja.
Belgrano se mantuvo en Candelaria durante toda la operación y desembarcó directamente en Itapúa al día siguiente, 20 de diciembre, a las seis de la tarde. Thompson había abandonado el pueblo el día anterior.

## Insubordinación y engaño
En esta acción se produjeron dos hechos significativos:
- En primer lugar, el acto de indisciplina de Manuel Artigas frente a su comandante Machain. El general José María Paz, en sus comentarios a las Memorias de Belgrano, se sorprendió de que éste no haya desaprobado y por el contrario haya elogiado a Artigas. Paz agrega que se hubiera llegado al mismo resultado y con más seguridad si se hubieran seguido las órdenes de Machain.[8] Este no fue el único caso de insubordinación de oficiales durante la campaña militar en la provincia del Paraguay.

- En segundo lugar, el engaño a Belgrano que hicieron ciertos oficiales al describir, en el parte de la batalla, la participación de cada uno en la escaramuza con vista al reparto de los méritos en el logro del resultado.

## Conclusiones
El primero que dio importancia a esta acción militar fue el propio Belgrano. En sus Memorias, escritas cuatro años después, manifestó que esperaba que se narrara "esta acción heroica de un modo digna de eternizarla y que se [la] miró como cosa de poco más o menos". Esto lo atribuyó a sus "enemigos que empezaban a pulular" en diciembre de 1810. Estos enemigos, no solamente  miraban con odio a los "beneméritos que lo acompañaban" sino que también eran "adulados" por los "débiles gobernantes", en alusión a la flamante Junta Grande, que los querían utilizar "para sus intrigas".
Mitre, en su libro Historia de Belgrano, consideró que la actitud de Belgrano se debió a que era su "primer ensayo militar" y por el trabajo que le había costado cruzar el río.
El gobernador Bernardo de Velasco comentó: 

Como Belgrano ignoraba el plan de defensa que yo había premeditado, y no estaba convencido de la fidelidad al Rey y heroico valor de los habitantes de esta Provincia, imaginó que había realizado en la mayor parte su objeto y [ya] se contemplaba dueño del Paraguay.
Gobernador Velasco a Gaspar Vigodet, Yaguarón, 28 de enero 1811 en (Molas, 1867, p. 205-206)

Con salvas de artillería, repiques de campanas y gran alegría, recibió la "gran capital", como llamaba Belgrano a Buenos Aires, el parte de la acción y la bandera capturada en Campichuelo. Esta bandera, con importante ceremonia y acompañamiento, fue depositada "con gran aplauso en la Sala Capitular para eterno monumento de las Glorias del país". En la Gazeta del 2 de enero de 1811, el Dean Funes, diputado recién incorporado a la llamada Junta Grande, escribió un exagerado preámbulo a los partes que Belgrano había enviado al gobierno sobre el cruce del Rio Paraná y la ocupación de Campichuelo. Funes, después de comparar la “fuerza” y el “espíritu” de los soldados con Hércules y Teseo asignó a Belgrano el mismo “genio” que había acompañado a Sócrates para concluir que “la victoria ganada contra los que defendían el paso del Paraná” le daba a “nuestras armas” la “superioridad [sobre el enemigo], que viene a ser como en Suipacha el presagio de su total humillación”.
La organización de estas celebraciones, juntamente con las publicaciones en el periódico oficial de La Gazeta de los éxitos y noticias felices, formaron parte del procedimiento que utilizó el gobierno para frenar las críticas de la oposición y lograr la adhesión del pueblo de Buenos Aires transformándose en costumbre durante toda la década a partir de 1810.